# Frontasius, Severinus, Severian a Silanus
Svatí Frontasius, Severinus, Severian a Silanus byli v 1. století křesťanští mučedníci za vlády římského císaře Claudia.
Byli to křesťanští misionáři vyslání biskupem Frontem z Petragoria kázat Boží slovo do jižní Galie. Svou misi zahájili na území dnešního města Le Puy-en-Velay. Zde je římský guvernér Squiridonus za šíření křesťanství nechal uvěznit a nutil je k tomu, aby se vzdali víry v Krista, což odmítli. Rozzuřený pohanský guvernér Squiridonus nařídil, aby byli vyvedeni za město, kde byli přivázaní ke kůlu a vraženy hřeby do hlavy jako podoba trnové koruny. Poté byli sťati. Jejich svátek slaví římskokatolická církev 2. ledna a pravoslavná církev 4. června.